# Lista de filmes portugueses de 2025
Lista de filmes portugueses de longa-metragem lançados comercialmente em Portugal em 2025, nas salas de cinemas.

## Lista
Nota: Na coluna coprodução, passando o cursor sobre a bandeira aparecerá o nome do país correspondente.
| #  | Filme                    | Realização                               | Género         | Estreia         | Coprodução                           | Class |
| -- | ------------------------ | ---------------------------------------- | -------------- | --------------- | ------------------------------------ | ----- |
| 1  | Banzo                    | Margarida Cardoso                        | Drama          | 23 de janeiro   | Países Baixos · França               | M/14  |
| 2  | Caixa de Resistência     | Alejandro Alvarado Jodar Concha Barquero | Documentário   | 23 de março     | Espanha                              | M/12  |
| 3  | Camarada Cunhal          | Sérgio Graciano                          | Biografia      | 24 de abril     | —                                    | M/12  |
| 4  | Cartas Telepáticas       | Edgar Pêra                               | Documentário   | 20 de março     | —                                    | M/14  |
| 5  | Contos do Esquecimento   | Dulce Fernandes                          | Documentário   | 3 de julho      | —                                    | —     |
| 6  | Coro                     | Edgar Ferreira                           | Documentário   | 3 de abril      | —                                    | M/12  |
| 7  | Criadores de Ídolos      | Luís Diogo                               | Thriller       | 18 de setembro  | —                                    | —     |
| 8  | Os Enforcados            | Fernando Coimbra                         | Drama          | 21 de agosto    | Brasil                               | —     |
| 9  | Estou Aqui               | Zsófia Paczolay Dorian Riviere           | Documentário   | 10 de abril     | —                                    | M/14  |
| 10 | As Fado Bicha            | Justine Lemahieu                         | Documentário   | 17 de abril     | —                                    | M/14  |
| 11 | On Falling               | Laura Carreira                           | Drama          | 27 de março     | Reino Unido                          | M/12  |
| 12 | O Homem Que Mordeu o Cão |                                          | Comédia        | 23 de julho     | —                                    | —     |
| 13 | Hotel Amor               | Hermano Moreira                          | Comédia        | 19 de junho     | —                                    | —     |
| 14 | O Império                | Bruno Dumont                             | Comédia, drama | 27 de fevereiro | Alemanha · França · Itália · Bélgica | M/14  |
| 15 | Os Infanticidas          | Manuel Pureza                            | Drama          | 13 de março     | —                                    | M/14  |
| 16 | Lavagante                | Mário Barroso                            | Drama          | 2 de outubro    | —                                    | —     |
| 17 | Longe da Estrada         | Paulo MilHomens Hugo Vieira da Silva     | Drama          | 20 de fevereiro | França                               | M/12  |
| 18 | Lugar dos Sonhos         | Diogo Morgado                            | Drama          | 24 de julho     | —                                    | —     |
| 19 | Lulu                     | Ana Campina                              | Comédia        | 16 de janeiro   | —                                    | —     |
| 20 | Manas                    | Marianna Brennand                        | Drama          | 26 de junho     | Brasil                               | —     |
| 21 | Misericórdia             | Alain Guiraudie                          | Comédia, drama | 27 de março     | Espanha · França                     | M/14  |
| 22 | Nana Nana Meu Menino     | Carlos Moreira                           | Drama          | 5 de abril      | —                                    | M/12  |
| 23 | Noites Claras            | Paulo Filipe Monteiro                    | Drama          | 30 de janeiro   | —                                    | M/14  |
| 24 | Nome                     | Sana Na N'Hada                           | Drama          | 6 de fevereiro  | Guiné-Bissau · França · Angola       | M/12  |
| 25 | O Palácio de Cidadãos    | Rui Pires                                | Documentário   | 24 de abril     | —                                    | M/12  |
| 26 | O Pátio da Saudade       | Leonel Vieira                            | Comédia        | 14 de agosto    | —                                    | —     |
| 27 | A Pianista               | Nuno Bernardo                            | Drama          | 11 de setembro  | —                                    | —     |
| 28 | Portugueses              | Vicente Alves do Ó                       | Musical        | 5 de junho      | —                                    | —     |
| 29 | Praia Formosa            | Julia De Simone                          | Drama          | 29 de maio      | Brasil                               | —     |
| 30 | A Savana e a Montanha    | Paulo Carneiro                           | Drama          | 24 de abril     | Uruguai                              | M/12  |
| 31 | Sob a Chama da Candeia   | André Gil Mata                           | Drama          | 10 de abril     | —                                    | M/12  |
| 32 | Sonhar Com Leões         | Paolo Marinou-Blanco                     | Comédia, drama | 8 de maio       | Espanha · Brasil                     | M/16  |
| 33 | Tardes de Solidão        | Albert Serra                             | Documentário   | 29 de maio      | Espanha · França                     | —     |
| 34 | A Vida Luminosa          | João Rosas                               | Drama          | 26 de junho     | França                               | —     |